# کویناپاکست ریور
کویناپاکست ریور (به انگلیسی: Quinapoxet River) رودخانه‌ای است که در ایالات متحده آمریکا جریان دارد.